# Jeannie Rousseau
Jeannie Yvonne Ghislaine Rousseau, nombre de casada Jeannie de Clarens, (Saint-Brieuc, 1 de abril de 1919 – Montaigu, 23 de agosto de 2017) fue una agente de inteligencia aliada en la Francia ocupada durante la Segunda Guerra Mundial, miembro de la red de "druidas" dirigida por Georges Lamarque.
Con el nombre en código Amniarix, evadió a los agentes de la Gestapo mientras recopilaba información crucial sobre los programas emergentes de armas con cohetes de los alemanes detrás de las líneas enemigas. Sus informes de inteligencia, enviados a Londres, condujeron directamente a la incursión británica en Peenemünde y a retrasos e interrupciones en los programas V-1 y V-2, salvando muchos miles de vidas en Occidente. Rousseau fue capturada dos veces y pasó un tiempo en tres campos de concentración. Después de la guerra, trabajó como intérprete independiente.

## Primeros años
Nacida el 1 de abril de 1919 en Saint-Brieuc, Côtes-d'Armor, Jeannie Yvonne Ghislaine Rousseau era hija de Jean Rousseau, veterano de la Primera Guerra Mundial y funcionario del Ministerio de Relaciones Exteriores de Francia, y su esposa Marie, de soltera Le Charpentier. Brillante lingüista, se graduó en idiomas en Sciences Po en 1939. Tras el estallido de la Segunda Guerra Mundial, se mudó con su familia a Dinard, enle-et-Vilaine, donde el alcalde, amigo de sus padres, le pidió que trabajara como intérprete para facilitar las negociaciones entre los servicios locales y las autoridades alemanas.

## Trabajo en tiempos de guerra
Rousseau comenzó a recopilar información de inteligencia sobre las operaciones alemanas incluso antes de entrar en contacto con la inteligencia aliada. Aceptó un trabajo en la Cámara Nacional de Comercio de Francia como traductora y pronto se convirtió en la principal empleada de la organización, reuniéndose regularmente con el personal del comandante militar alemán. Ella era una visitante frecuente de los alemanes, discutiendo temas comerciales, como quejas sobre la apropiación nazi, u ofertas para venderles productos, como acero y caucho. "Estaba almacenando mis nueces, pero no tenía forma de transmitirlas." Fue arrestada por la Gestapo en enero de 1941, pero luego fue puesta en libertad por falta de pruebas y se vio obligada a abandonar la zona, aunque se le prohibió permanecer en la zona costera.
En 1941 se mudó a París, donde comenzó a trabajar para una empresa parisina que suministraba materiales al esfuerzo bélico alemán, posicionándose así como una fuente de información valiosa para las fuerzas aliadas.
Su carrera formal como espía comenzó en 1941, con un encuentro casual con Georges Lamarque en un tren nocturno de París a Vichy. Lamarque recordó a Rousseau de la Universidad de París, donde había demostrado talento en idiomas, incluido el alemán, y terminó primera en su clase, en 1939. Él le pidió que trabajara para él, y ella aceptó de inmediato.
Durante 1943, presentó, entre otros informes, dos particularmente notables sobre Peenemünde. Estos informes llevaron a R. V. Jones, y en última instancia, al resto del gobierno británico y al resto de los aliados, directamente al trabajo de desarrollo de misiles y cohetes que se estaba llevando a cabo allí. Su recopilación y transmisión de esta inteligencia en circunstancias muy difíciles condujo, a través del análisis de Jones y sus habilidades persuasivas en Londres, a los ataques aéreos británicos en Peenemünde. Aunque varias fuentes prominentes afirman o implican incorrectamente que el informe de Rousseau condujo a la gran redada en Peenemünde el 17 y 18 de agosto de 1943, su informe no llegó a R. V. Jones hasta después de esa fecha. Estos relatos también implican falsamente que su contribución principal estaba relacionada con el V-2, pero estaba conectada al grupo V-1 de Max Wachtel y fue su informe el que reveló por primera vez el sitio de pruebas V-1 de Wachtel en la cercana Zempin, que no fue el objetivo de la redada del 17 y 18 de agosto. Los aliados sabían sobre los V-2 y Peenemünde antes de su primer informe. R. V. Jones relata que cuando preguntó por primera vez sobre la fuente del extraordinario informe que originalmente había alertado al gobierno británico sobre lo que estaba sucediendo en Peenemünde, todo lo que supo fue que provenía de "una de las jóvenes más notables de su generación", parte de una pequeña red de espionaje que informaba desde la Francia ocupada.
Poco antes del Día D, la Gestapo frustró un plan para evacuarla a ella y a otros dos agentes: fue arrestada en La Roche-Derrien el 28 de abril de 1944. Ella fue la primera en ser capturada, pero incluso mientras la capturaban advirtió a sus camaradas y uno escapó. Encarcelada e interrogada por primera vez en la prisión Jacques Cartier de Rennes, fue denunciada de dolor en agosto de 1944 en Ravensbrück. De allí fue enviada al campo de trabajo de Torgau, donde organizó una manifestación para protestar contra el uso de prisioneros en la fabricación de municiones. Como dijo Jones: "Los informes de AMNIARIX se destacan brillantemente en la historia de la inteligencia, y tres campos de concentración: Ravensbruck, Königsberg (un campo de castigo) y Torgau no pudieron romperla." Fue rescatada por la Cruz Roja Sueca poco antes del final de la guerra.

## Vida después de la guerra

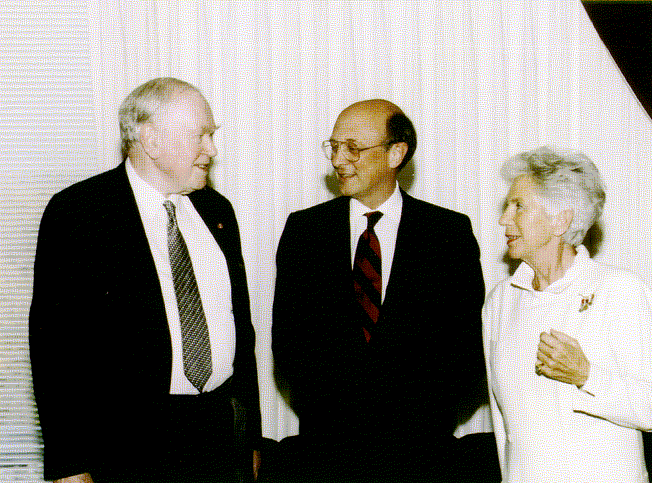
Jeanne de Clarens con James Woolsey (centro) y Reginald Victor Jones en 1992

Mientras se recuperaba en Suecia de la tuberculosis contraída durante su encarcelamiento, Rousseau conoció a Henri de Clarens, que había estado en los campos de concentración de Buchenwald y Auschwitz. Los dos se casaron y tuvieron dos hijos. De Clarens murió en 1995.
Rousseau trabajó como intérprete independiente después de la guerra, para las Naciones Unidas y otras agencias. Evitando entrevistas con reporteros e historiadores, su historia permaneció en gran parte sin contar. En 1993, entonces como Madame Jeannie de Clarens, aceptó aceptar la Medalla del Sello de la Agencia de la Agencia Central de Inteligencia. Ella reveló más detalles de su historia al periodista David Ignatius en 1998. Otros premios incluyeron la Legión de Honor en 1955, complementada con la medalla de gran oficial en 2009. Rousseau también recibió la Medalla de la Resistencia y la Croix de guerre.
Rousseau murió el 23 de agosto de 2017 en Montaigu, en Vendée, a los 98 años.